# 248 Lameia
Lameia /ləˈmiːə/ (định danh hành tinh vi hình: 248 Lameia) là một tiểu hành tinh điển hình ở vành đai chính. Ngày 5 tháng 6 năm 1885, nhà thiên văn học người Áo Johann Palisa phát hiện tiểu hành tinh Lameia khi ông thực hiện quan sát ở Viên và đặt tên nó theo tên Lamia, một người yêu của thần Zeus trong thần thoại Hy Lạp.
Vào ngày 27 tháng 6 năm 1998, năm nhà quan sát gần Gauteng, Nam Phi đã quan sát thấy 248 Lameia che khuất của ngôi sao cấp 8 PPM 236753 (HD 188960).